# Década de 1010
Séculos: (Século X - Século XI - Século XII)
Décadas: 960 970 980 990 1000 - 1010 - 1020 1030 1040 1050 1060
Anos: 1010 - 1011 - 1012 - 1013 - 1014 - 1015 - 1016 - 1017 - 1018 - 1019